# Stadion Steliosa Kyriakidesa
Stadion Steliosa Kyriakidesa – wielofunkcyjny stadion w Pafos, na Cyprze. Może pomieścić 9394 widzów. Swoje spotkania rozgrywają na nim piłkarze klubu Pafos FC. Na obiekcie odbywały się również spotkania towarzyskie piłkarskich reprezentacji narodowych.